# Y'z factory
 (novembre 2024).
Si vous disposez d'ouvrages ou d'articles de référence ou si vous connaissez des sites web de qualité traitant du thème abordé ici, merci de compléter l'article en donnant les références utiles à sa vérifiabilité et en les liant à la section « Notes et références ».
y'z factory est un trio féminin de J-pop actif de fin 1999 à 2002, chez le label Nippon Columbia, avec les idoles japonaises Yū Yamada (山田 優, Yamada Yū, née le 5 juillet 1984), Yuka Yagi (屋宜由佳, Yagi Yuka, née le 12 janvier 1985), et Yūka Ishiki (伊敷優香, Ishiki Yūka).

## Discographie

### Albums
- 2000.09.06 : Voice Factory[1]

### Singles
- 1999.10.06  : Brand-New Start
- 1999.12.22  : With Your Shadow
- 2000.03.29  : YES,Growing Up！
- 2000.07.12  : Voice of Heart
- 2001.02.28  : Anytime anywhere
- 2001.08.22  : Confession

## Liens
- (ja) Fiche sur le site officiel Oricon
- (ja) Discographie sur le site Oricon